# Ley 31751
La Ley 31751 o Ley que modifica el Código Penal y el Nuevo Código Procesal Penal para modificar la suspensión del plazo de prescripción, también conocida como Ley Soto, es una legislación peruana aprobada por el Congreso de la República y promulgada el 25 de mayo del 2023. Fue propuesta por Flavio Cruz Mamani, de Perú Libre. La ley establece el acortamiento a un año del plazo de suspensión de la prescripción con el objetivo de acelerar las investigaciones, sin embargo, ha sido cuestionada debido al uso de diversos políticos para archivar casos en su contra.

## Historia
La Ley 31751 fue propuesta el 13 de enero de 2023 por el parlamentario perulibrista Flavio Cruz, siendo puesta en agenda en marzo del mismo año. El 17 de enero, la iniciativa pasó a la Comisión de Justicia, presidida por el perulibrista Américo Gonza. El 13 de marzo se aprobó el dictamen y el 24 del mismo mes, con firma de Alejandro Soto, como vocero de la bancada de Alianza para el Progreso, la Junta de Portavoces acordó incorporar a la orden del día el debate de dicha propuesta. El 13 de abril, la ley fue aprobada en primera votación, sin embargo, la congresista Ruth Luque presentó una reconsideración. El 11 de mayo fue aprobada en segunda votación.
El primero en ser beneficiado por dicha ley fue Alejandro Soto, cuando era candidato para ser presidente de la Mesa Directiva del congreso, quien estaba involucrado en un caso de presunta estafa contra la empresa Waynapicchu. Esto luego de que el abogado de Soto invocara la ley para prescribir su caso. Ante las críticas, Soto argumentó que él votó en contra en la primera votación a pesar de haber votado a favor en la segunda. Los congresistas Cruz y Gonza negaron haber coordinado con Soto para presentar una ley a su favor. En el programa Contracorriente, de Willax, se denunció que dicha ley fue elaborada para beneficiar a Vladimir Cerrón, líder de Perú Libre, involucrado en un caso de presuntas irregularidades en la obra de mejoramiento del circuito vial Chupaca-Sicaya-Viczo-Aco-Mito en Junín. El caso fue archivado luego de 52 días de aprobada la ley. Además de ello, Cerrón invocó dicha ley para 5 carpetas fiscales en su contra. Para julio de 2024, Cerrón presentó un pedido de prescripción del Caso Antalsis amparándose en la referida ley.
Además de Soto y Cerrón, entre los beneficiados por la ley fueron Joaquín Ramírez (ex secretario general de Fuerza Popular involucrado en un caso de presunto fraude al Ministerio de Agricultura) y Martín Vizcarra (investigado por el presunto delito de negociación incompatible en el Caso de la represa de Chirimayuni). Otros personajes que apelaron a la ley fueron César Hinostroza (involucrado en el Caso Los Cuellos Blancos del Puerto) y el congresista Jorge Flores Ancachi de Acción Popular.
En noviembre de 2023, la Corte Suprema de Justicia determinó que la referida ley era inconstitucional y los jueces no debían aplicarla. El gobierno de Dina Boluarte se mostró a favor de lo dispuesto por la Corte Suprema. Ante ello, el congreso aprobó el 30 de mayo del 2024, en primera votación, un dictamen elaborado por la Comisión de Justicia para precisar los alcances de la ley. La sustentación estuvo a cargo de Gonza, quien argumentó que "la fiscalía quiere perseguir a los ciudadanos hasta en la tumba". La votación fue de 67 votos a favor, 24 en contra y 15 abstenciones. El 4 de julio de 2024, en segunda votación, fue aprobada el dictamen.